# Rosselló
Rosselló – gmina w Hiszpanii, w prowincji Lleida, w Katalonii, o powierzchni 9,9 km². W 2011 roku gmina liczyła 3103 mieszkańców.